# Badie Aouk
Badie Aouk (sinh ngày 2 tháng 7 năm 1995) là một cầu thủ bóng đá người Maroc hiện tại thi đấu cho husa agadir ở vị trí tiền vệ chạy cánh.